# نجمة (مضلع)

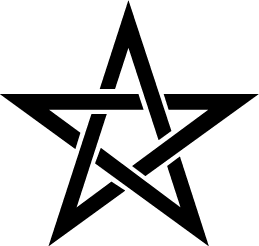
نجمة خماسية متناسجة.

المضلع النجمي هو مضلع يظهر بشكل نجمي. تمت دراسة المضلعات النجمية المنتظمة فقط بشكل موسع.

## المضلعات النجمية المنتظمة

جدول المضلعات النجمية المنتظمة.

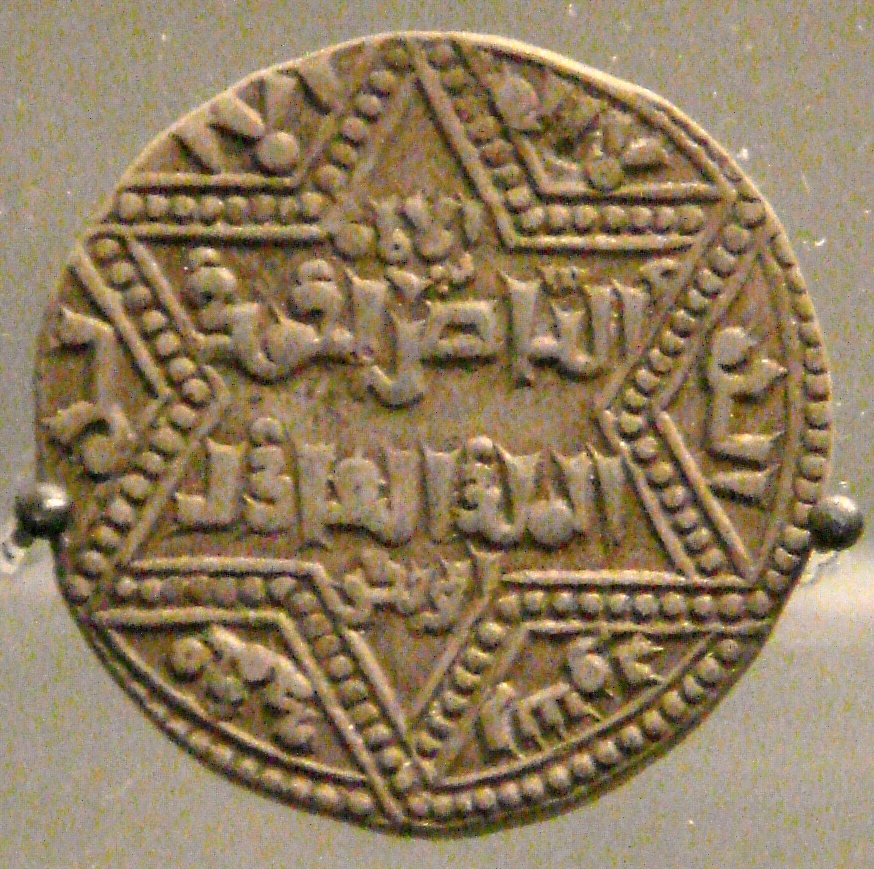
نجمة سداسية على عملة أيوبية، وقد كانت رمزا إسلاميا

في الهندسة الرياضية، نطلق اسم مضلع نجمي منتظم على المضلع الذي تكون أطوال أضلاعه متساوية، وقياسات زواياه متساوية وتقطع أضلاعه بعضها البعض.

## تعميم المضلع النجمي على المخروطية
المضلع النجمي هو نوع من المضلعات غير المحدبة يتميز برؤوس وأضلاع تتقاطع فيما بينها، لتشكل شكلاً يشبه النجمة. بخلاف المضلعات المحدبة، التي لا تتقاطع أضلاعها إلا عند الرؤوس، فإن المضلعات النجمية تظهر تقاطعات داخلية. يتبع بناؤها قواعد هندسية دقيقة تستند إلى تقسيم دائرة أو، بشكل أعم، المخروطية. بفضل الهندسة الاسقاطية

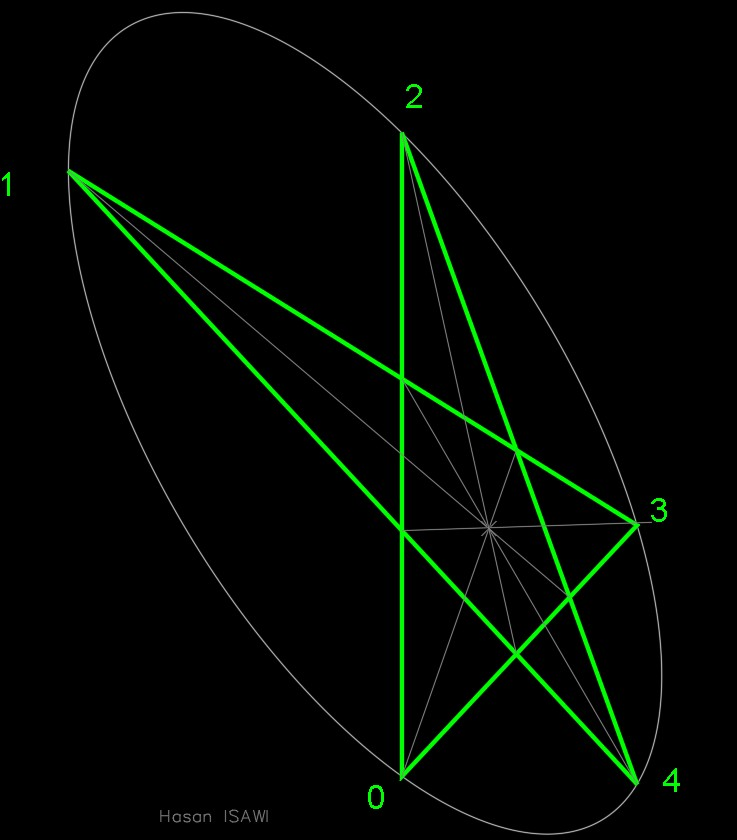
نجمية خماسية محاطة بقطع ناقص

### مثال: بناء نجمة خماسية (البنتاغرام) ({5/2}
طريقة التقسيم باستخدام القطبية والأقطاب المتقارنة (للأعداد الزوجية n). هذه الطريقة مباشرة وإسقاطية بحتة لتقسيم المخروطية إلى عدد زوجي من الأجزاء المتكافئة إسقاطيًا، وهي مفيدة بشكل خاص للحصول بسرعة على 4 أو 8 نقاط أو أكثر، تستخدم القطبية بالنسبة للمخروطية ومفهوم الأقطاب المتقارنة.
1. ابدأ برسم مخروطية Δ (على سبيل المثال، قطع ناقص).
2. اختر أي نقطة P تكون داخلية لـ Δ.
3. تحديد قطبية P: أوجد الخط p، وهو قطبية النقطة P بالنسبة للمخروطية Δ. نظرًا لأن P داخلية للمخروطية، فإن قطبيتها p ستكون خطًا خارجيا بالنسبة لـ Δ).
4. تحديد قطب خارجي ونقاط ممساته (أول زوج من النقاط):
  1. اختر أي نقطة Vv' تقع على الخط p. بما أن p خارجي بالنسبة للمخروطية
  2. من Vv'، ارسم المماسين للمخروطية Δ. ليكن T3 و T4 نقطتي التماس لهذين الخطين مع المخروطية. هاتان النقطتان  هما أول نقطتين في تقسيم المخروطية. الخط الذي يربط T3 و T4 هو الخط القطبي لـ Vv'.
  3. إيجاد القطب المقارن Ww' (الزوج الثاني من النقاط):
  4. الخط الذي يربط نقطتي التماس (T4T3) يتقاطع مع القطبية p في نقطةWw. وهي القطب المقارن لـ Vv' بالنسبة لـ Δ.
  5. من النقطة Ww'، ارسم الآن المماسين للمخروطية Δ. ليكن T1 و T2 نقطتي التماس.

لقد حصلت الآن على أربع نقاط (T1,T2,T3,T4) على المخروطية Δ. هذه النقاط تحدد أربعة أجزاء من المخروطية متكافئة إسقاطيًا.
1. مضاعفة التقسيم (الحصول على 8 نقاط):
  1. اعتبر الرباعي المتشكل من نقاط التماس الأربع (T1,T2,T3,T4) والقطبين Vv' و Ww'.

أقطار هذا الرباعي ستتقاطع مع المخروطية Δ في أربع نقاط جديدة. هذه النقاط الجديدة تقع بين النقاط التي تم العثور عليها سابقا، مما يضاعف التقسيم إلى ثماني نقاط متكافئة إسقاطيًا.
تستغل هذه الطريقة التحويل الاسقاطي لرباعي أضلاع (الناتج عن الأقطاب والمماسات) حول القطب P وباستخدام قطبيته p كمحور. تضمن العلاقات التقابلية الناتجة عن الأقطاب والقطبيات أن الأقسام الناتجة متكافئة إسقاطيًا، مما يوفر أساسًا قويًا لرسم المضلعات النجمية على المخروطيات بطريقة فعالة ودقيقة هندسيًا.

### انشاءات سريعة لمضلع نجمي خماسي بدءا من مضلع خماسي عام
يشرح هذا القسم كيفية بناء المضلعات النجمية، وتحديداً النجميات الخماسية، ليس فقط على الدوائر، بل على أي شكل مخروطي. تعتمد الطريقة على حقيقة أن خمس نقاط في وضع عام تحدد مخروطية واحدة فقط.
طريقة الانشاء 
1. ابدأ برسم مضلع خماسي محدب؛ فرؤوسه الخمسة ستحدد تلقائياً مخروطية واحدة فقط

تمر بتلك الرؤوس .
1. للحصول على النجمة الخماسية (المضلع النجمي، ارسم الخطوط التي تربط الرؤوس غير المتجاورة للمضلع الخماسي. هذه الخطوط ستشكل أضلاع النجمة الخماسية، والتي ستكون مرسومة داخل مخروطية أخرى.

توضح هذه الانشاءات ان المضلعات النجمية هي مفاهيم إسقاطية جوهرية، لا تقتصر على الهندسة الإقليدية. ويكشف بناؤها على أي مخروطية عن العلاقات الهندسية العميقة التي تحكم هذه الأشكال.

## وصلات خارجية
- Weisstein, Eric W. "مضلع نجمي". MathWorld.
- Weisstein, Eric W. "Polygram". MathWorld.